# Oscha
Die Oscha (russisch Оша) ist ein 530 km langer linker Nebenfluss des Irtysch im Westsibirischen Tiefland (Russland).

## Flusslauf
Die Oscha entfließt gut 20 km nordwestlich der Stadt Tjukalinsk dem Koscharasee, der seinerseits von der 44 km langen Tjukalka gespeist wird. Sie durchfließt nach wenigen Kilometern den 118 km² großen Tenissee, der mit dem westlich benachbarten 146 km² großen Saltaimsee verbunden ist, sowie den kleinen See Atschikul (auch dieser wird teils als Ursprung der Oscha angegeben). Von dort fließt die Oscha zunehmend mäandrierend auf jeweils etwa einem Drittel ihrer Länge in vorwiegend östlicher, nordöstlicher und zuletzt nordnordwestlicher Richtung durch den Südteil des Westsibirischen Tieflands. Sie mündet schließlich 13 km nordwestlich (flussabwärts) des Dorfes und Rajonverwaltungszentrums Snamenskoje in den Irtysch.
Das Einzugsgebiet des Flusses umfasst 21.300 km². Die Oscha hat nur wenige Nebenflüsse. Die mit Abstand bedeutendsten sind der Ik (Länge 48 km) und der in den Unterlauf mündende Bolschoi Ajow („Großer Ajow“, 266 km), beide von links.
Der Abfluss beim Dorf Schtscherbakowo, 43,4 km oberhalb der Mündung und oberhalb der Einmündung des etwa ebenso wasserreichen Nebenflusses Bolschoi Ajow, beträgt im Jahresmittel 4,95 m³/s, bei einem maximalen monatlichen Mittel von 20,01 m³/s im Mai und einem minimalen monatlichen Mittel von 0,87 m³/s im März. Von Ende Oktober bis in die zweite Aprilhälfte friert der Fluss gewöhnlich zu.
Entlang des gesamten Flusses gibt es eine Vielzahl kleinerer Ortschaften. Die bedeutendste ist das Rajonverwaltungszentrum Kolossowka. Dem Ober- und Mittellauf folgt am linken Ufer die Regionalstraße von Tjukalinsk nach Tara, der Unterlauf wird unweit der Mündung von der Regionalstraße Tara – Tobolsk gekreuzt.